# St. Paul (condado de Collin, Texas)
St. Paul es un pueblo ubicado en el condado de Collin en el estado estadounidense de Texas. En el Censo de 2010 tenía una población de 1066 habitantes y una densidad poblacional de 268,66 personas por km².

## Geografía
St. Paul se encuentra ubicado en las coordenadas 33°2′51″N 96°33′12″O / 33.04750, -96.55333. Según la Oficina del Censo de los Estados Unidos, St. Paul tiene una superficie total de 3.97 km², de la cual 3.95 km² corresponden a tierra firme y (0.33%) 0.01 km² es agua.

## Demografía
Según el censo de 2010, había 1066 personas residiendo en St. Paul. La densidad de población era de 268,66 hab./km². De los 1066 habitantes, St. Paul estaba compuesto por el 91.65% blancos, el 1.22% eran afroamericanos, el 0.28% eran amerindios, el 3.85% eran asiáticos, el 0% eran isleños del Pacífico, el 0.84% eran de otras razas y el 2.16% pertenecían a dos o más razas. Del total de la población el 9.94% eran hispanos o latinos de cualquier raza.